# Distribució espectral de potència

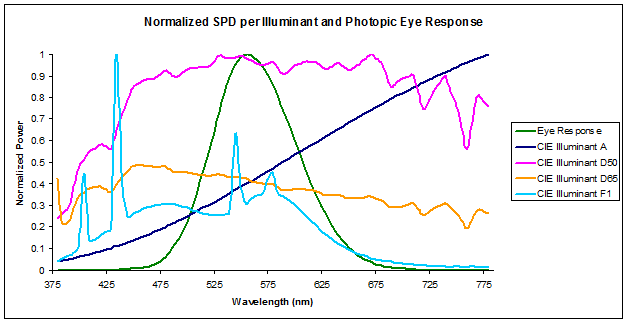
Comparacions de distribució d'energia espectral il·luminant estàndard CIE referides a la resposta fotòpica del sistema visual humà.

En radiometria, fotometria i ciència del color, una mesura de distribució espectral de potència (amb acrònim anglès SPD) descriu la potència per unitat d'àrea i per unitat de longitud d'ona d'una il·luminació (emissió radiant). De manera més general, el terme distribució espectral de potència pot referir-se a la concentració, en funció de la longitud d'ona, de qualsevol magnitud radiomètrica o fotomètrica (per exemple, energia radiant, flux radiant, intensitat radiant, radiació, irradiància, sortida radiant, radiositat, luminància, flux lluminós), intensitat lluminosa, il·luminació, emissió lluminosa).

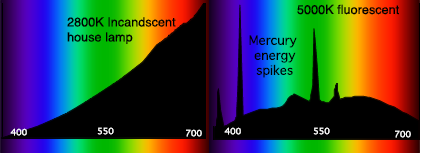
Distribucions d'energia espectral (SPD) característiques per a una làmpada incandescent (esquerra) i una làmpada fluorescent (dreta). Els eixos horitzontals estan en nanòmetres i els eixos verticals mostren una intensitat relativa en unitats arbitràries.

El coneixement del SPD és crucial per a les aplicacions de sistemes de sensor òptic. Les propietats òptiques com la transmitància, la reflectivitat i l'absorbància, així com la resposta del sensor, depenen normalment de la longitud d'ona incident.
Matemàticament, per a la distribució de potència espectral d'una sortida o irradiància radiant es pot escriure:
{\displaystyle M(\lambda )={\frac {\partial ^{2}\Phi }{\partial A\,\partial \lambda }}\approx {\frac {\Phi }{A\,\Delta \lambda }}}
on M (λ) és la irradiància (o sortida) espectral de la llum (unitats SI : W /m 3 = kg ·m−1· s−3); Φ és el flux radiant de la font (unitat SI: watt, W); A és l'àrea sobre la qual s'integra el flux radiant (unitat SI: metre quadrat, m²); i λ és la longitud d'ona (unitat SI: metre, m). (Tingueu en compte que és més convenient expressar la longitud d'ona de la llum en termes de nanòmetres; aleshores l'emissió espectral s'expressaria en unitats de W·m-2·nm-1). L'aproximació és vàlida quan l'àrea i l'interval de longitud d'ona són petits.